# Księga henrykowska
Księga henrykowska, właśc. Liber fundationis claustri sanctae Mariae Virginis in Heinrichow (Księga założenia klasztoru świętej Marii Dziewicy w Henrykowie) – kronika założenia i uposażenia opactwa cystersów w Henrykowie, spisana po łacinie po 1268, zawiera zdanie w języku staropolskim Day, ut ia pobrusa, a ti poziwai; w 2015 wpisana na listę „Pamięć Świata” UNESCO.

## Historia
Księga powstała początkowo jako spis dóbr klasztornych (w celu wyjaśnienia praw klasztoru do nich), w związku z niestabilną sytuacją (także prawną) po najeździe mongolskim w 1241. Zawiera ona opis dziejów założenia, uposażenia oraz posiadłości należących do klasztoru cystersów w Henrykowie. Klasztor ufundował w roku 1227 Mikołaj notariusz kancelarii księcia wrocławskiego Henryka Brodatego, a pierwszych zakonników sprowadzono z istniejącego wcześniej klasztoru w Lubiążu.
Księga jest dokumentem o wielkiej wartości historycznej także ze względu na drobiazgowe opisanie przez jej autora stosunków społecznych Polski w dobie rozbicia dzielnicowego i stanowi jeden z najcenniejszych dokumentów do badań nad dziejami Słowiańszczyzny. 
Księga przechowywana jest w Archiwum Archidiecezjalnym we Wrocławiu (sygn. V.7), natomiast w klasztorze w Henrykowie znajduje się jej faksymile.
10 marca 2014 Księga henrykowska została nominowana do wpisania, a 9 października 2015 została wpisana na listę „Pamięć Świata” UNESCO.

## Struktura dzieła oraz autorzy
Księga henrykowska składa się z dwóch części oraz dodatku wymieniającego biskupów wrocławskich. Autorem części pierwszej obejmującej dzieje klasztoru do 1259 jest Piotr, opat klasztoru, który spisał ją w latach 1269–1273. Autor drugiej części, nieznany z imienia zakonnik, doprowadził historię opactwa do 1310.

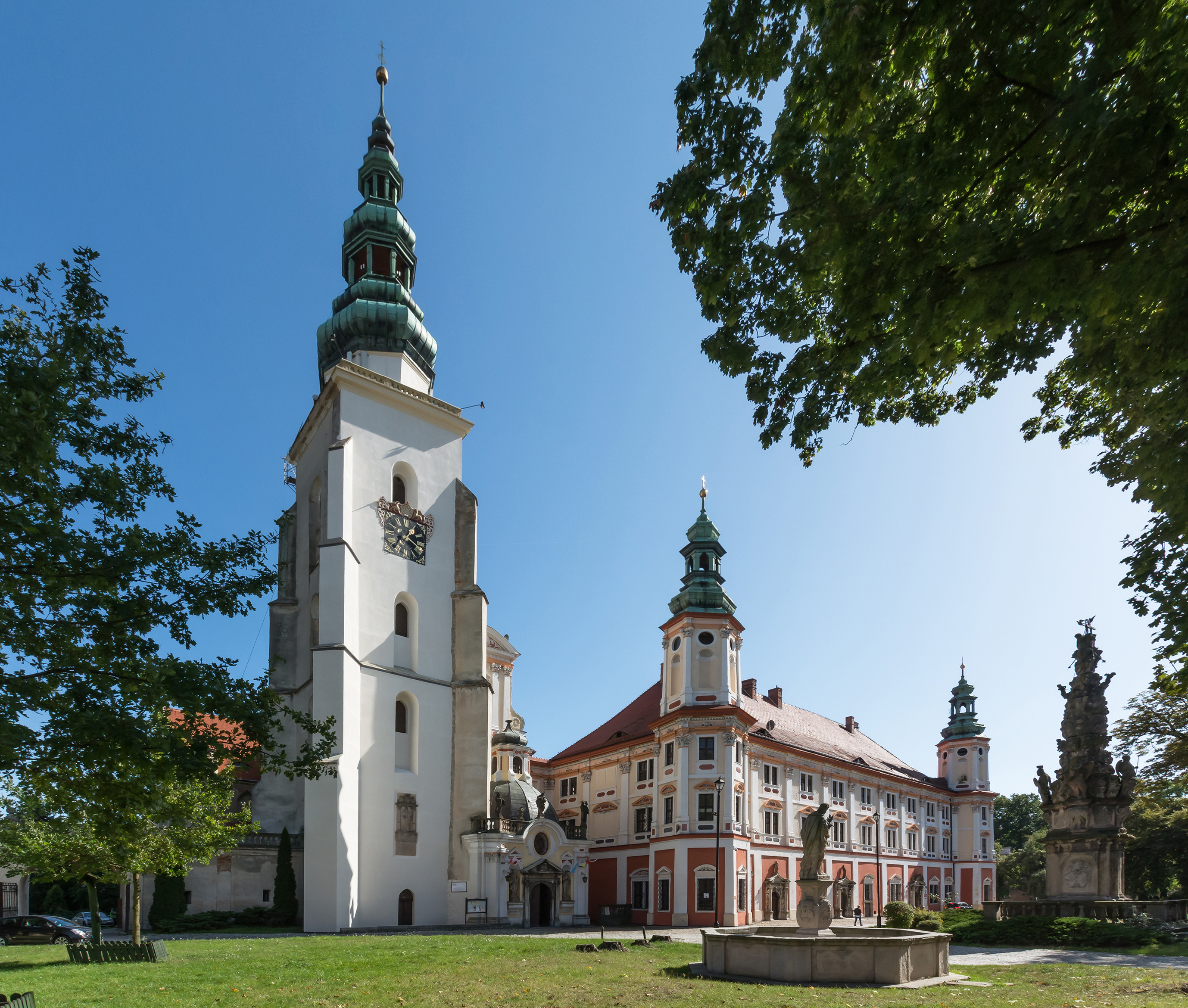
Opactwo cystersów w Henrykowie
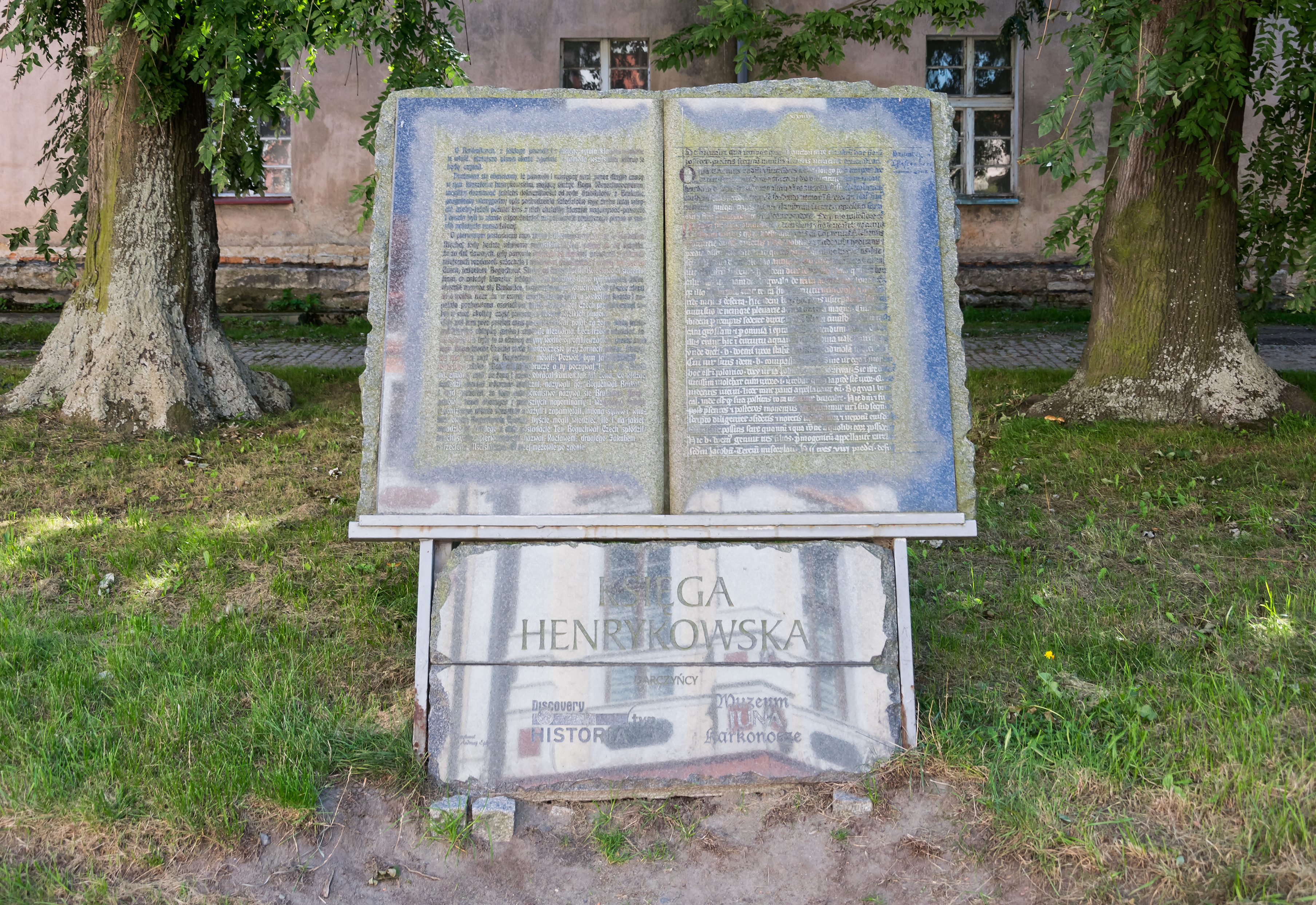
Pomnik księgi henrykowskiej na dziedzińcu opactwa w Henrykowie
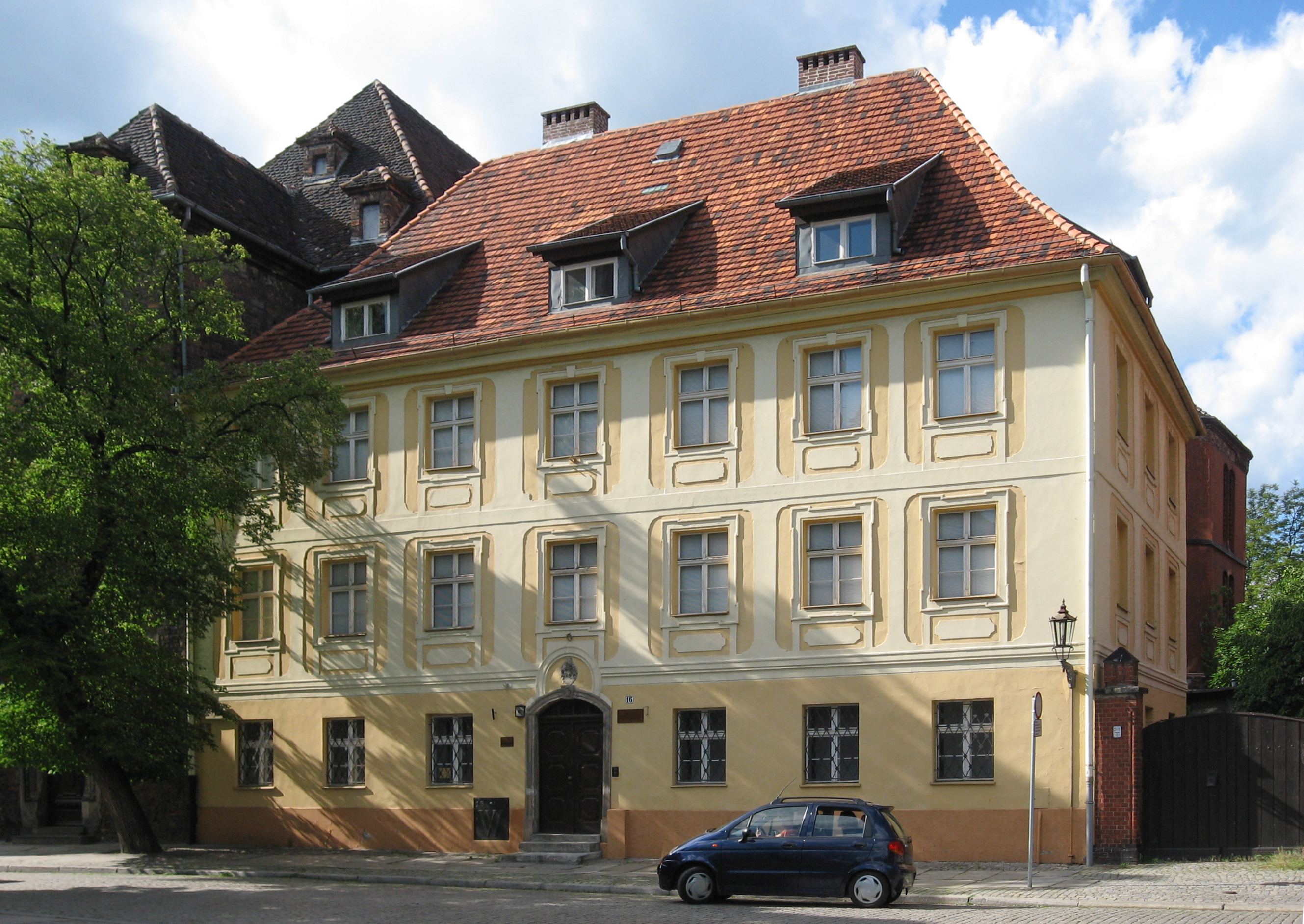
Muzeum Archidiecezjalne we Wrocławiu
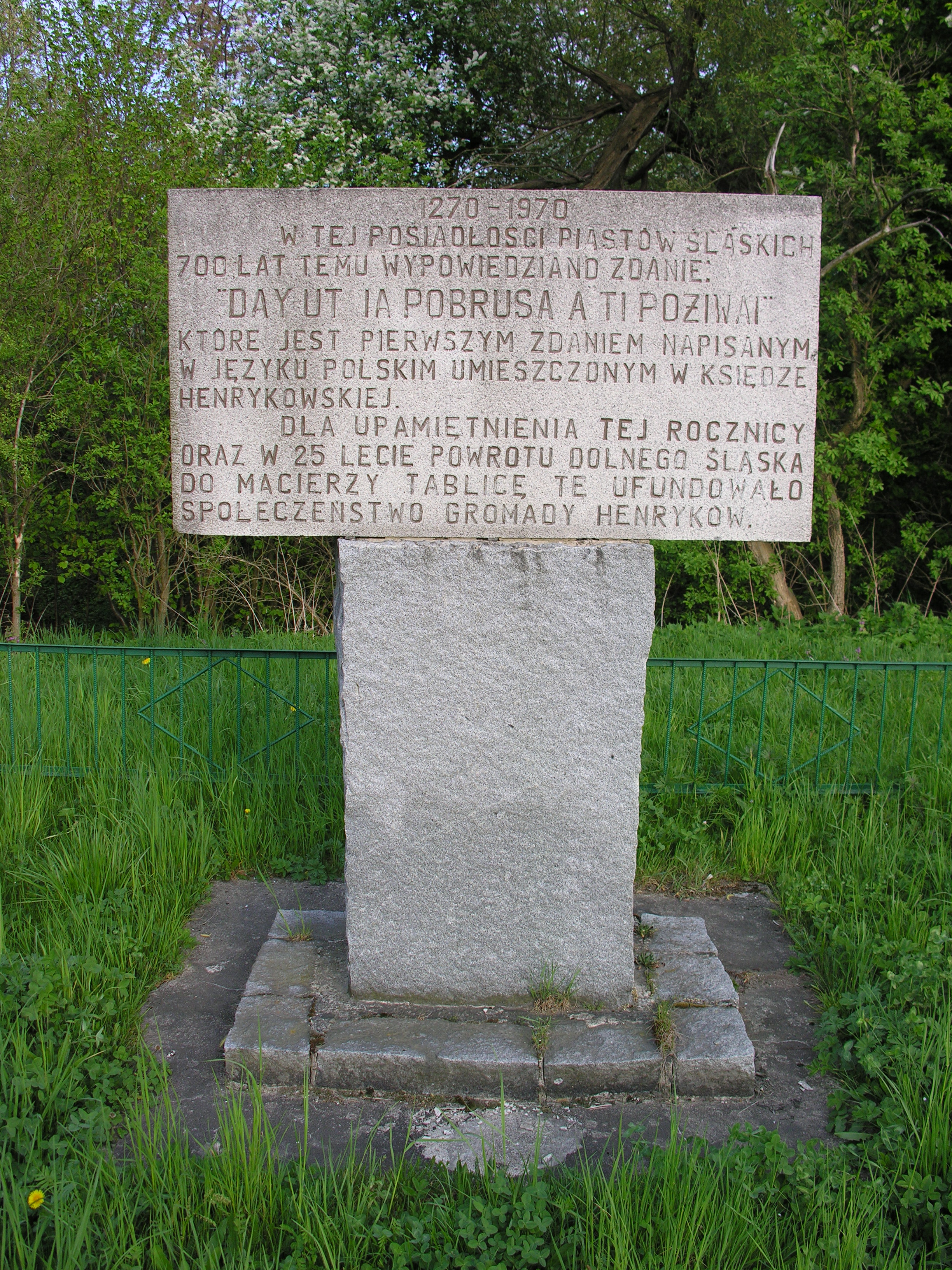
Tablica pamiątkowa w Brukalicach, 1970 (2009)

## Zawartość
Księga stanowi cenny dokument historyczny, prawniczy i językowy, zapisano w niej około 120 nazw miejscowych, informacje o mieszkańcach (od wieśniaków po biskupów wrocławskich) i ich imiona.

### Nazwy miejscowe
Księga wymienia szereg nazw miejscowych i geograficznych z terenu Dolnego Śląska. W sumie zawarto w niej ok. 120 dolnośląskich nazw miejscowości w przeważającej większości leżących we wschodnio-południowej części dzisiejszego województwa dolnośląskiego. Najczęściej są to osady zlokalizowane w bezpośredniej bliskości klasztoru na terenach obecnych powiatów: ząbkowickiego i strzelińskiego. Wymienione zostały m.in. miejscowości: Bobolice, Brukalice, Cienkowice, Ciepłowody, Czesławice, Głogów, Henryków, Jagielno, Kobyla Głowa, Muszkowice, Przychowa, Raczyce, Pisary, Skalice, Wadochowice, Witostowice i inne.

### Zdanie w języku polskim
W zapiskach z 1270, na karcie 24 (w kopii cyfrowej na str. 53) w wierszu 9. od dołu znajduje się zdanie, które jest uważane za najstarsze zapisane w języku polskim:

„Bogwali uxor stabat, ad molam molendo. Cui vir suus idem Bogwalus, compassus dixit: Sine, ut ego etiam molam. Hoc est in polonico: Day, ut ia pobrusa, a ti poziwai.” – oryginalny cytat Księgi Henrykowskiej po łacinie

Gdy zaś tam przez pewien czas przemieszkiwał, pojął za żonę córkę jakiegoś kleryka, chłopkę grubą i zupełnie niezdarną. Lecz trzeba wiedzieć, że za owych dni były tu w okolicy młyny wodne ogromnie rzadkie, przeto żona tego Bogwała Czecha stała bardzo często przy żarnach mieląc. Litując się nad nią mąż jej Bogwał mówił: „Sine, ut ego etiam molam” – to jest po polsku: „Daj, ać ja pobruszę, a ty poczywaj!”. Tak ów Czech na zmianę mełł z żoną i często obracał kamień tak jak żona.

W transliteracji zdanie to brzmi: Day, ut ia pobrusa, a ti poziwai, w wyniku transkrypcji można je zapisać jako: Daj, ać ja pobruszę, a ty poczywaj, co współcześnie oznacza: Daj, niech ja pomielę, a ty odpoczywaj.
Zostało ono wypowiedziane przez osiadłego na Dolnym Śląsku czeskiego rycerza Boguchwała do jego miejscowej żony, gdy ta mełła ziarno na ręcznych żarnach. Znajduje się ono w opisie pochodzenia należącej do dóbr klasztornych pobliskiej wsi Brukalice. Jako że mielenie ziarna było wtedy uważane za pracę niegodną mężczyzny, Czech ten został nazwany przez sąsiadów Brukałą (zbrukany), a przezwisko to dało także miano całej osadzie.
Zdanie to zostało określone przez kronikarza jako polskie, zawiera jednak w sobie charakterystyczne cechy zarówno współczesnego języka polskiego, jak i języka czeskiego oraz dialektu śląskiego – „day” (polska końcówka „-aj”, w czeskim i śląskim „-ej”), „ut” (czeskie „ať”, po śląsku „dyć”, po polsku „niech”, w dawnej polszczyźnie „ać” tzn. „niech”, „oby”), „pobrusa” (staropolska końcówka „-ã”, we współczesnym polskim „-ę”, w czeskim „-ím”, w śląskim „a”).
Do dzisiaj w śląskim i gwarach góralskich funkcjonuje słowo brusić, mające takie samo znaczenie jak polski czasownik ostrzyć. Słowo to w zależności od dialektu śląskiego przyjmuje brzmienie „pobrusza” lub „pobrusa” (mazurzenie/śl. sycenie w części gwar śląskich). Również w językach serbskim i chorwackim istnieje do dzisiaj używane słowo brusiti, które ma identyczne znaczenie jak polskie ostrzyć.
Jednak przypisanie końcówki „-a” w pobrusza wyłącznie dialektom śląskiego jest nadużyciem. Ma ją także język kaszubski (do niedawna jeszcze także zwany gwarą polskiego), gwary mazurskie, warmińskie, kujawskie, chełmińskie, krajeńskie, mazowieckie północne i „wyspowo” mazowieckie środkowe i południowe, część wielkopolskich i inne. Jest to cecha charakterystyczna gwar polskich, niewyróżniająca śląskiej.
Należy jednak zauważyć, że i w dawnej polszczyźnie występowało słowo brusić. Słowo to wprawdzie wyszło z użycia w literackiej polszczyźnie, jednak pozostawiło ślady swego istnienia oraz funkcjonowania w systemie językowym. Od niego pochodzą współczesny wyraz obrus i dawne pobruszyć oraz brus czy brusek, które np. w dawnym kowalstwie oznaczały osełkę, samo zaś brusić oznaczało ocierać, wycierać – tu w znaczeniu ostrzyć. Z kolei wyraz obrus jest powiązany z brusić w ten sposób, iż dawniej o obrusy wycierano ręce w warsztatach i gospodarstwach. Od wyrazu brus – osełka pochodzą zaś liczne nazwy miejscowe oraz osobowe.
Do dziś słowo brusić używane jest m.in. w gwarze sądeckiej.